# Besuki (Munjungan)
Besuki is een bestuurslaag in het regentschap Trenggalek van de provincie Oost-Java, Indonesië. Besuki telt 5338 inwoners (volkstelling 2010).